# ماتيوس نولاسكو
ماتيوس نولاسكو (بالبرتغالية: Matheus Nolasco‏) هو لاعب كرة قدم برازيلي في مركز الهجوم، ولد في 21 أبريل 1995 في برازيليا في البرازيل. لعب مع نادي سانتوس.

## وصلات خارجية
- ماتيوس نولاسكو على موقع قاعدة بيانات كرة القدم.إي يو (الإنجليزية)
- ماتيوس نولاسكو على موقع Soccerway.com (الإنجليزية)